# Ogoas
Ogoas là một chi bướm đêm thuộc họ Erebidae.